# 鳥巣半島の泥岩岩脈

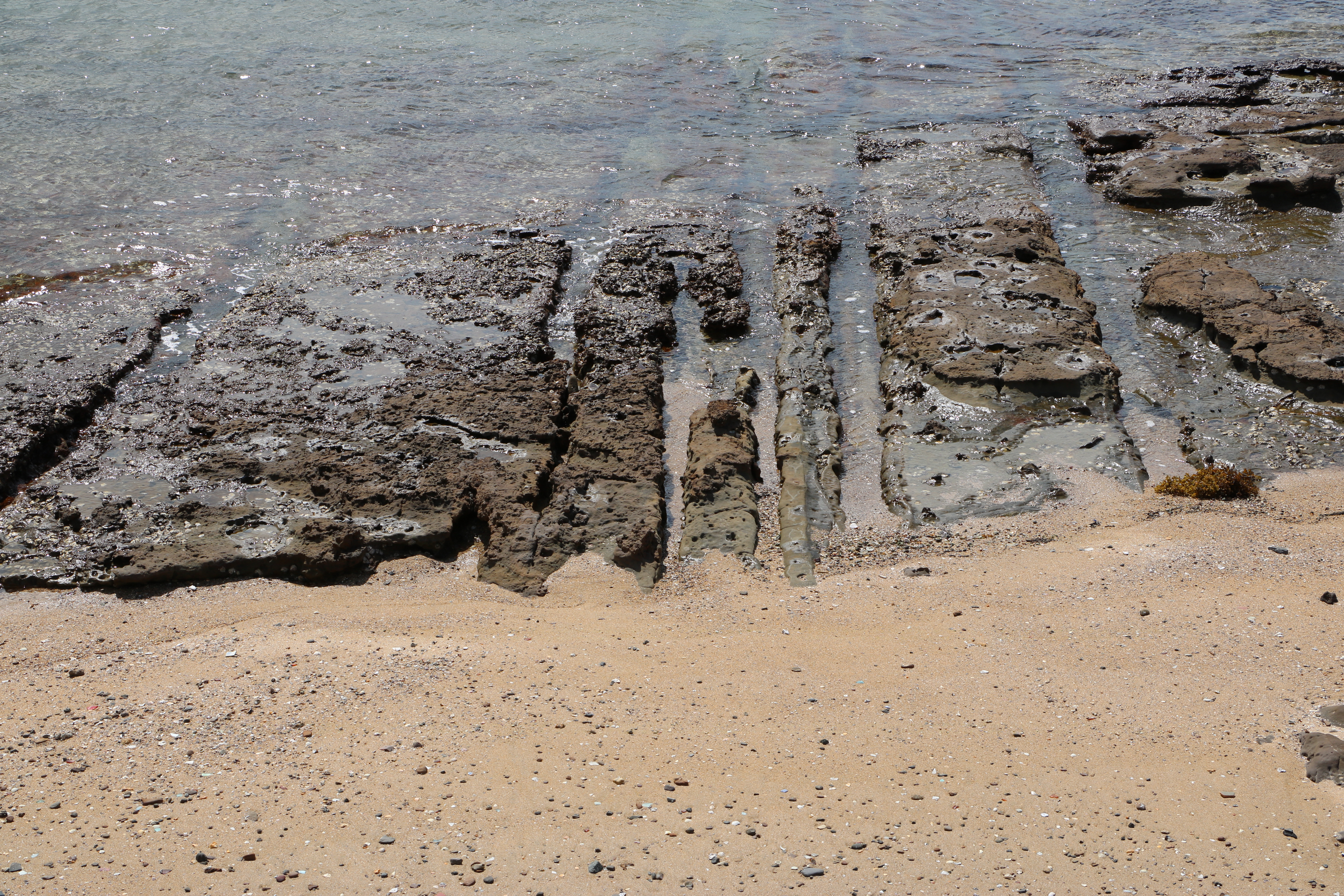
鳥巣半島の泥岩岩脈の一部。2019年8月12日撮影。

鳥巣半島の泥岩岩脈（とりのすはんとうのでいがんがんみゃく）は、和歌山県田辺市新庄町の鳥巣半島にある、国の天然記念物に指定された泥岩の岩脈である。
砂岩層の中に多数発達した割れ目の中に礫を含んだ泥漿（でいしょう）が入り込んで固結したものと考えられており、砕屑（さいせつ）岩脈群として日本国内最大の規模であることから、1936年（昭和11年）9月3日に国の天然記念物に指定された。国の天然記念物に指定された岩脈は日本国内に20数件あるが、火山性噴出物由来のものがほとんどであり、国の天然記念物の泥岩岩脈は本件と近隣にある白浜の泥岩岩脈の2件のみである。

## 解説

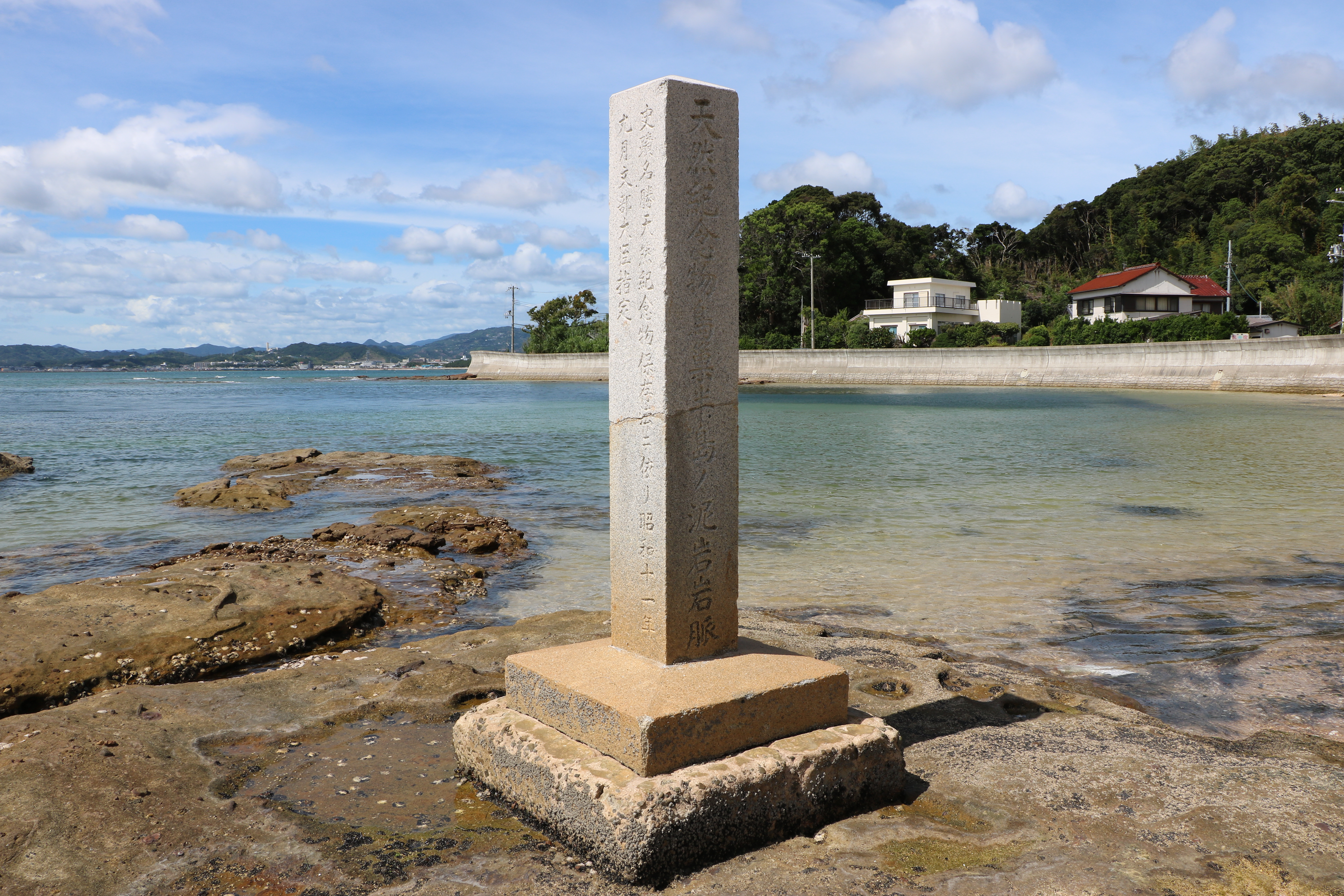
鳥巣半島の泥岩岩脈天然記念物指定石碑。2019年8月12日撮影。

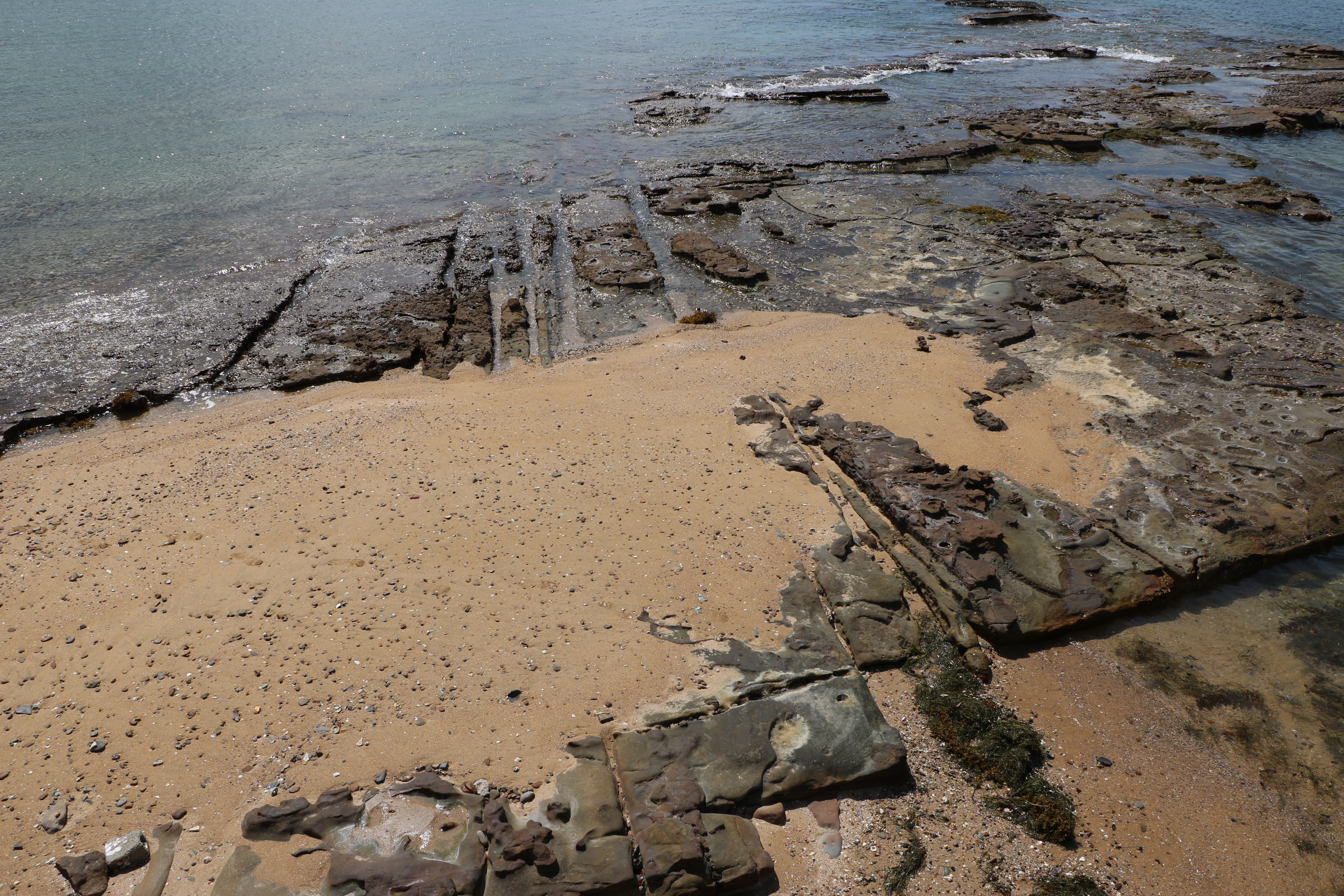
鳥巣半島の泥岩岩脈の一部。2019年8月12日撮影。

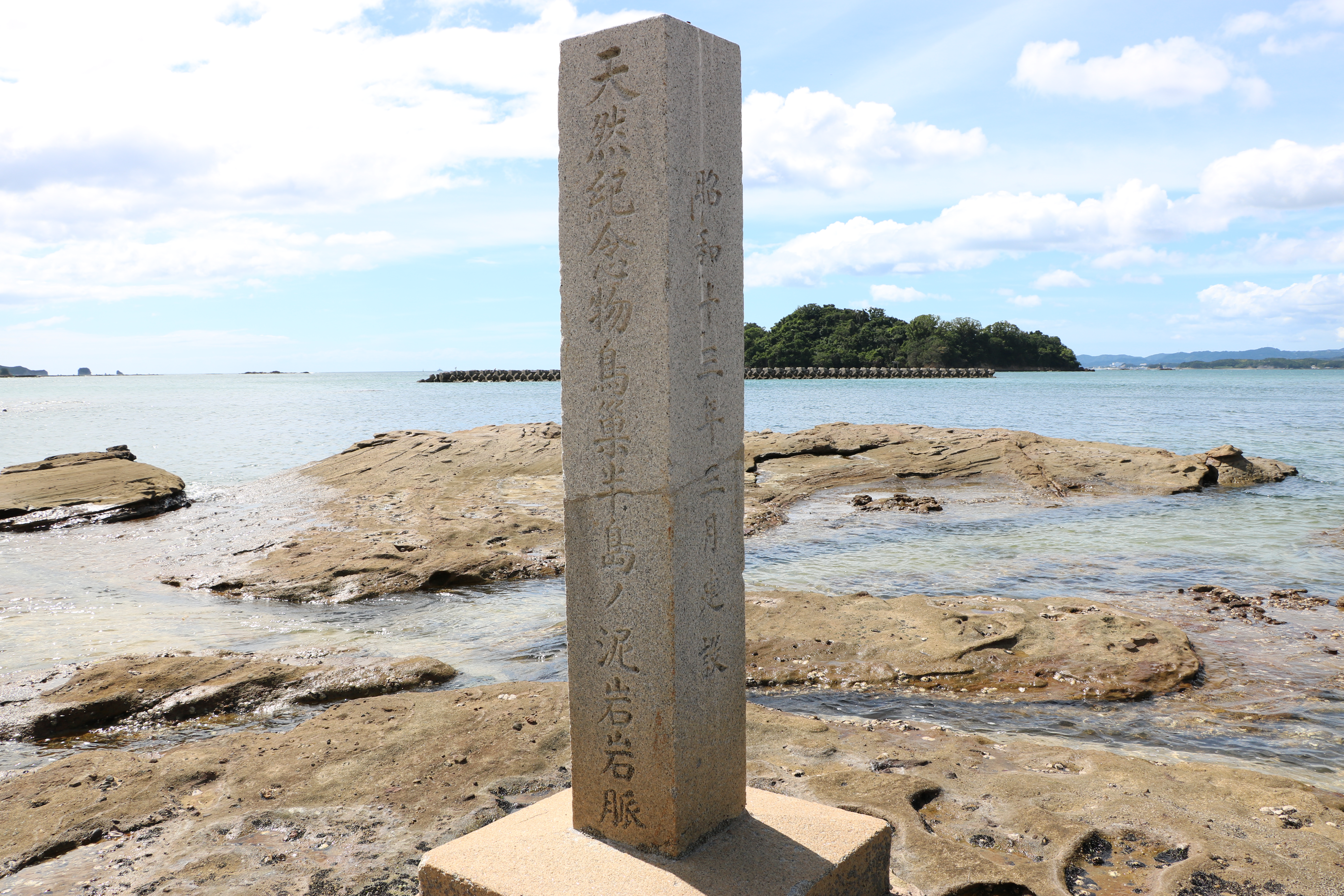
石碑の後方に神島が浮かぶ。2019年8月12日撮影。

鳥巣半島の泥岩岩脈は和歌山県田辺市新庄町の鳥巣半島にある。周辺は複雑に入り組んだ海岸線が続く一帯で、鳥巣半島は田辺市と白浜町の境界近くの田辺湾南岸から北方向へ約2.5キロメートル突き出している。天然記念物に指定された泥岩岩脈は鳥巣半島の西岸から北岸にかけて広がっており、岩脈群のすぐ沖合いには同じく国の天然記念物に指定された神島が浮かんでいる。
岩脈の成因は安山岩や玄武岩などを主体とするマグマが、岩盤の割れ目等に入り込んで固結する火山噴出物由来のものが多いが、泥岩岩脈の場合、過去に起きた巨大地震の振動によって流動化した泥質の堆積物が、岩盤の割れ目等に入り込んだ後に固まって硬い岩石になったもので、「巨大地震の化石」ともいわれている。
泥岩や砂岩など堆積岩の岩脈は日本国内に普遍的に存在するが、鳥巣半島の泥岩岩脈は規模が大きく、鳥巣半島西岸から北岸にかけた一帯の海食台と、その背後の海食崖には泥岩岩脈が500脈以上に及んでおり、北北東方向に1.5キロメートル以上、幅200～300メートルの岩脈帯が続いている。これは砕屑（さいせつ）岩脈群としては日本国内最大の規模である。
岩脈を構成する岩石は黒色の岩礫泥岩で、約1500万年前の地震によって液状化し噴出した岩礫泥岩が第三紀中新世の田辺層群と呼ばれる砂岩の上部に貫入している。各岩脈の幅は1センチから30センチを超えるものまであり、水平方向に100メートル以上連続するものもある。これら岩脈群帯の延びる方向と個々の岩脈の走行の関係から、鳥巣半島西岸の直下には左横ずれの断層が存在することが推定され、半島北岸で東に屈折し衝上断層に変化していると考えられ、これらの断層の活動によって起こされた地震は、断層のすぐ上部にあった（前述した）田辺層群と呼ばれる砂岩の中に多数の亀裂を生じさせ、その下から液状化した泥の注入があり、これが固結して泥岩岩脈を形成したものと考えられている。
国の天然記念物の指定区域は、「田辺市新庄町3,902番地先より4,173番地先に至る鳥巣半島西岸の国有岩地及上記先300メートル以内の海面」と定められており、天然記念物の管理団体は田辺市である。鳥巣半島西岸の磯には天然記念物指定の石碑が建てられており、干潮時には石碑周辺の岩礁に約1.5キロメートルに及ぶ多数の泥岩岩脈を見ることが出来る。周囲の砂岩よりも硬いものは堤状に突出しているが、反対に軟らかいものは溝状であったり周囲の砂岩と水平を保つものも見られる。

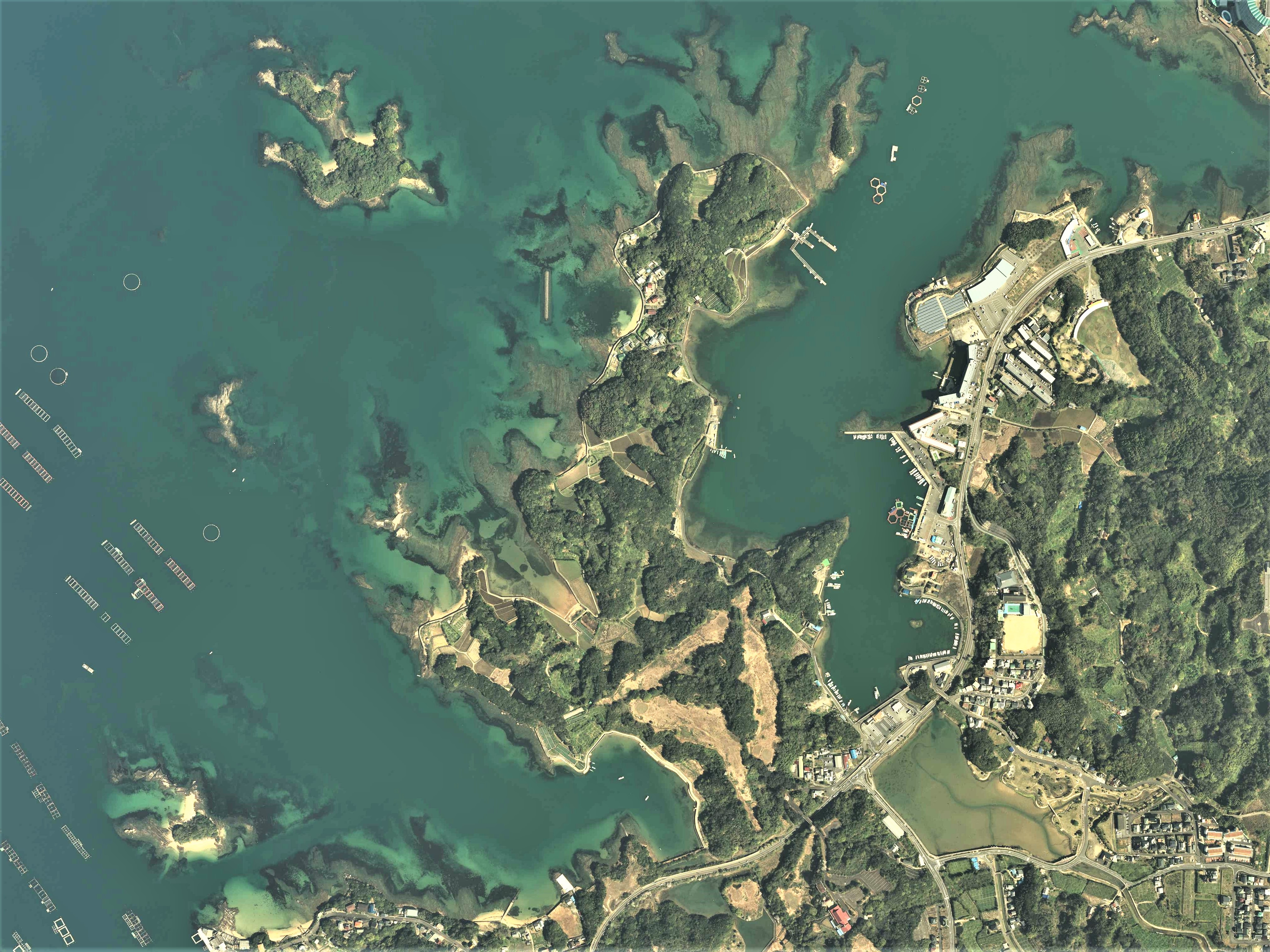
鳥巣半島周辺の空中写真。画像上方（北方向）へ突き出す形の鳥巣半島西岸から北岸にかけた一帯に泥岩帯が広がっている。（2017年4月13日撮影）

## 交通アクセス
所在地
- 和歌山県田辺市新庄北鳥の巣3902[6]。

交通
- 紀勢自動車道田辺インターチェンジ・上富田インターチェンジより車で約20分[12]。
- JR紀勢本線紀伊田辺駅より明光バス「白浜温泉行き」バス乗車約15分。内の浦バス停下車徒歩約15分[13]。